# Mikel Ayestaran
Mikel Ayestaran Ayerra (Beasáin, Guipúzcoa, 1975) es un periodista y escritor español especializado en Oriente Medio. Corresponsal en Israel para el diario ABC, Vocento y la cadena de televisión EiTB.

## Trayectoria
Mikel Ayestaran nació en Beasáin, provincia de Guipúzcoa en 1975. Desde muy joven compaginó sus estudios con su pasión por viajar. Dio sus primeros pasos como profesional del medio en El Faro de Ceuta. En 2005 decide dejar las redacciones tras estar una década en la de El Diario Vasco y comienza su aventura como freelance dedicándose a los conflictos abiertos en Oriente Medio. Su bautismo de fuego fue en 2006 cuando se produjo la invasión israelí de Líbano, dedicándose también a Irán, Irak, Afganistán y Pakistán.
Ha viajado a Israel y a Territorios Palestinos cuando se producían crisis, cubriendo tres ofensivas de Israel contra la Franja de Gaza entre 2008 y 2014. En 2011 con la llegada de la «primavera árabe» recorre Túnez, Egipto, Libia, Yemen y Siria.
Desde 2015 reside en Jerusalén junto con su familia, trabajando allí como periodista multimedia y cubriendo toda la región.
Colabora con la radio televisión pública vasca EiTB, con el grupo Vocento y forma parte del equipo fundador de la plataforma periodística de información internacional 5W. Cubre las zonas de: Túnez, Libia, Egipto, Yemen, India, Israel, Palestina, Líbano, Afganistán, Irak, Pakistán, Irán, Egipto, Georgia y Siria.
A comienzos de 2022, ante la invasión rusa de Ucrania, Ayestaran se desplaza a Kiev para realizar crónicas periodísticas.

## Obras
Es autor de las siguientes obras:
| LIBRO                              | AUTOR/ES                                         | AÑO  |
| ---------------------------------- | ------------------------------------------------ | ---- |
| Guerras de ayer y de hoy           | Mikel Ayestaran - Ramón Lobo                     | 2016 |
| Gaza, cuna de mártires             | Mikel Ayestaran                                  | 2016 |
| Oriente Medio, Oriente roto        | Mikel Ayestaran                                  | 2017 |
| Ekialde Hurbila, Muinak Eta Ertzak | Mikel Ayestaran - Ane Irazabal - Karlos Zurutuza | 2017 |
| Las cenizas del califato           | Mikel Ayestaran                                  | 2018 |
| Jerusalén, santa y cautiva         | Mikel Ayestaran                                  | 2021 |

## Premios
Ha recibido diversos premios:
| PREMIO                                           | AÑO  |
| ------------------------------------------------ | ---- |
| Premio Manuel Alcántara para Periodistas Jóvenes | 2005 |
| Premio del Club Internacional de Prensa          | 2009 |
| Premio Periodista Vasco                          | 2015 |
| Premio José Manuel Poquet de periodismo digital  | 2016 |
| Premio Cátedra Manu Leguineche                   | 2017 |
| Premio Ignacio Ellacuria de cooperación          | 2019 |